# Далтон (Небраска)
Далтон (енгл. Dalton) град је у америчкој савезној држави Небраска.

## Демографија
По попису из 2010. године број становника је 315, што је 17 (-5,1%) становника мање него 2000. године.
| Група             | 2000.       | 2010.       |
| Белци             | 330 (99,4%) | 303 (96,2%) |
| Афроамериканци    | 0 (0,0%)    | 0 (0,0%)    |
| Азијати           | 0 (0,0%)    | 0 (0,0%)    |
| Хиспаноамериканци | 0 (0,0%)    | 9 (2,9%)    |
| Укупно            | 332         | 315         |